# Prunus mume
Prunus mume (Siebold) Siebold & Zucc. è un albero da frutto appartenente alla famiglia delle Rosacee. Il nome della pianta (e del frutto) è méi in cinese (梅), ume in giapponese (梅), maesil in coreano (매실), mơ in vietnamita.

## Descrizione

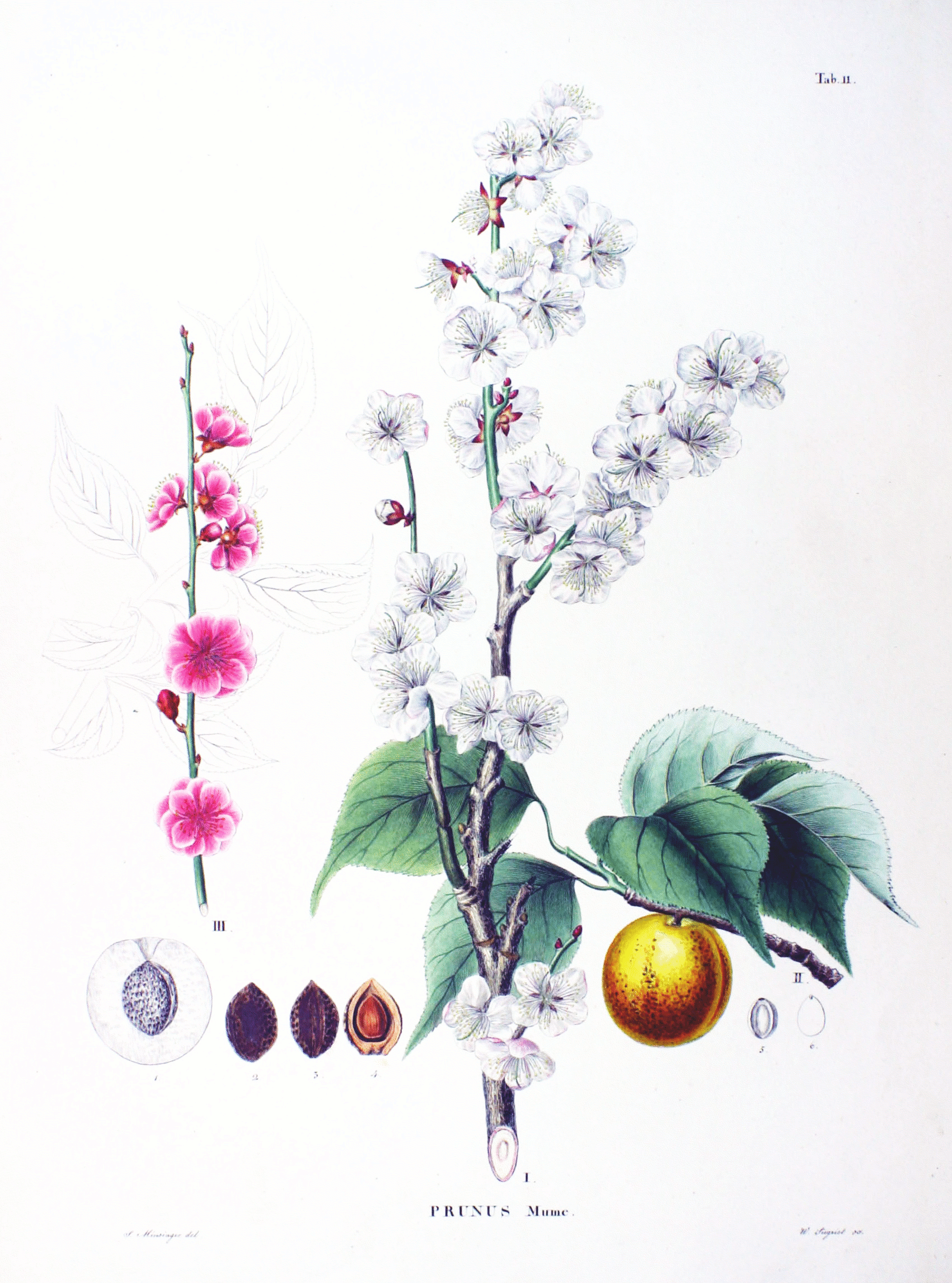
Foglie e frutti.

La pianta si può considerare una forma intermedia tra un pruno ed un albicocco. È un piccolo albero alto da 4 a 6 m con corteccia di colore grigio verdastro. Le foglie sono decidue, alterne, a lembo ovale acuminato con bordi finemente dentellati, lunghe da 5 a 8 cm.
Il fiore è formato da 5 petali, numerosi stami ed ha diametro che varia da 1 a 3 cm. I fiori sono solitamente bianchi, anche se le piante da coltivazione orticola possono avere fiori rosa o rosso intenso; la fioritura precede la foliazione. Sono visitati dalle api. Esistono delle varietà ornamentali a fiore doppio.
I frutti sono delle drupe sferiche di circa 3 cm di diametro, con un solco dal picciolo alla punta, in qualche misura analoghe a quelle dell'albicocco. La buccia del frutto è verde quando il frutto è acerbo, passa al giallo a maturità, a volte con delle sfumature rosse. La polpa a maturità è gialla.

## Coltivazione
Nonostante la pianta sia originaria della Cina, fu coltivata sin da tempi antichissimi in Corea, in Giappone ed in Vietnam. La pianta è coltivata per i suoi frutti, e per i suoi fiori.
Un'altra specie spesso identificata come "Pruno Giapponese" è il Sumomo.
In Giappone, le piante di Ume da coltivazione sono divise in yabai (letteralmente, "Ume selvatico"), hibai ("Ume rosso"), e bungo ("provenienti dalla Provincia di Bungo"). Le piante bungo sono soprattutto coltivate per i frutti, e si suppone siano il risultato di una ibridazione tra l'Ume e l'albicocco. Le piante hibai hanno il durame rosso e per la maggior parte hanno anche fiori rossi. Le piante yabai (selvatiche) per la loro robustezza sono usate spesso come portainnesto.

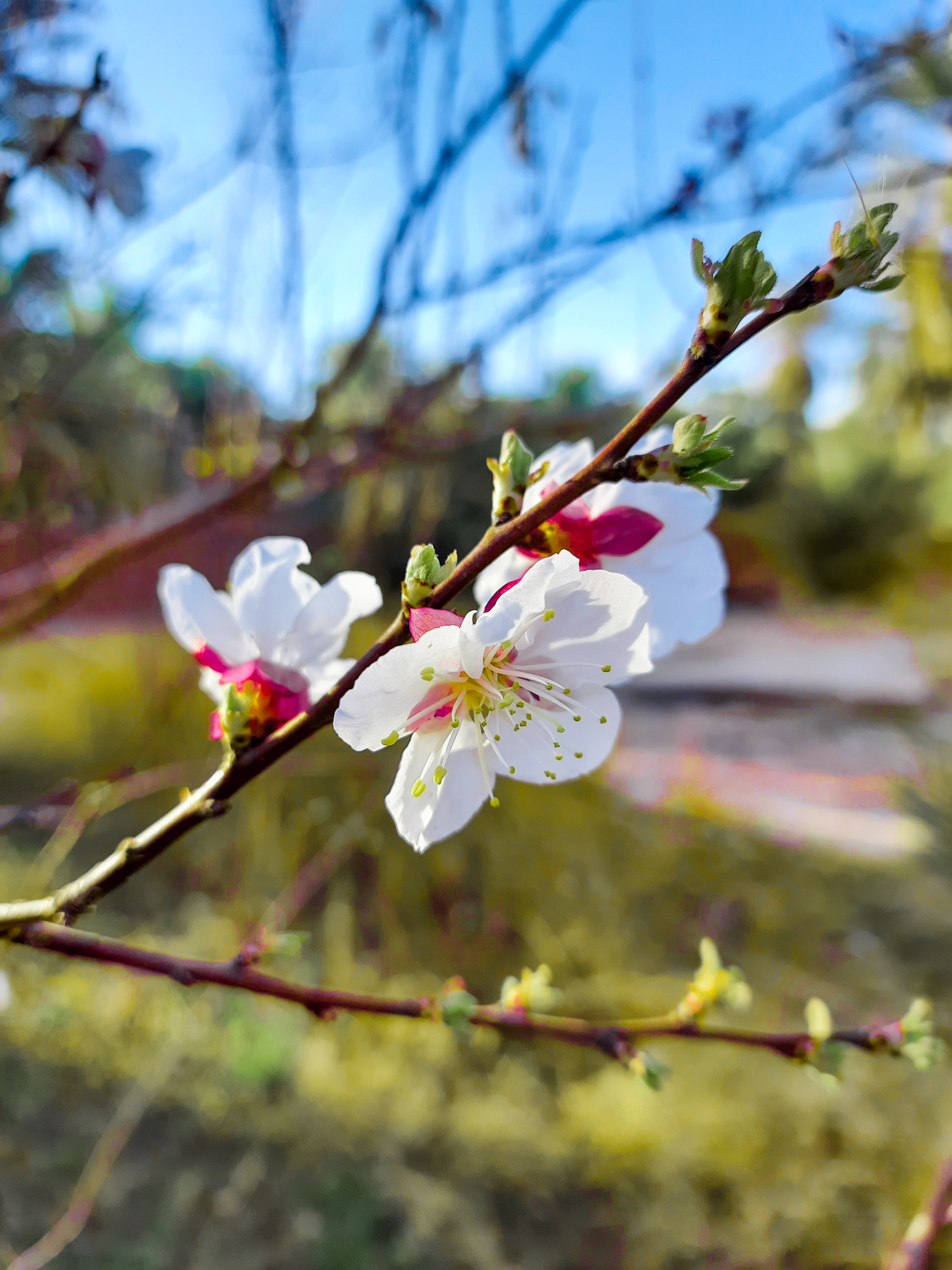
Prunus mume.

La pianta ha fioritura, in Giappone, tra le più precoci (gennaio o febbraio); i fiori sono piccoli ma la fioritura è abbondante ed abbastanza vistosa; essa avviene, come detto, prima della foliazione (come quasi tutti gli altri fruttiferi delle rosacee).
In Italia la fioritura è molto precoce, precede o è contemporanea al mandorlo (Prunus dulcis) e quindi può essere soggetta a danni o insufficiente impollinazione in climi freddi o con geli tardivi, come accade per gli altri prugni cino-giapponesi, a fioritura precoce.
I frutti maturano all'inizio dell'estate, solitamente (in Giappone) in giugno.

## Usi

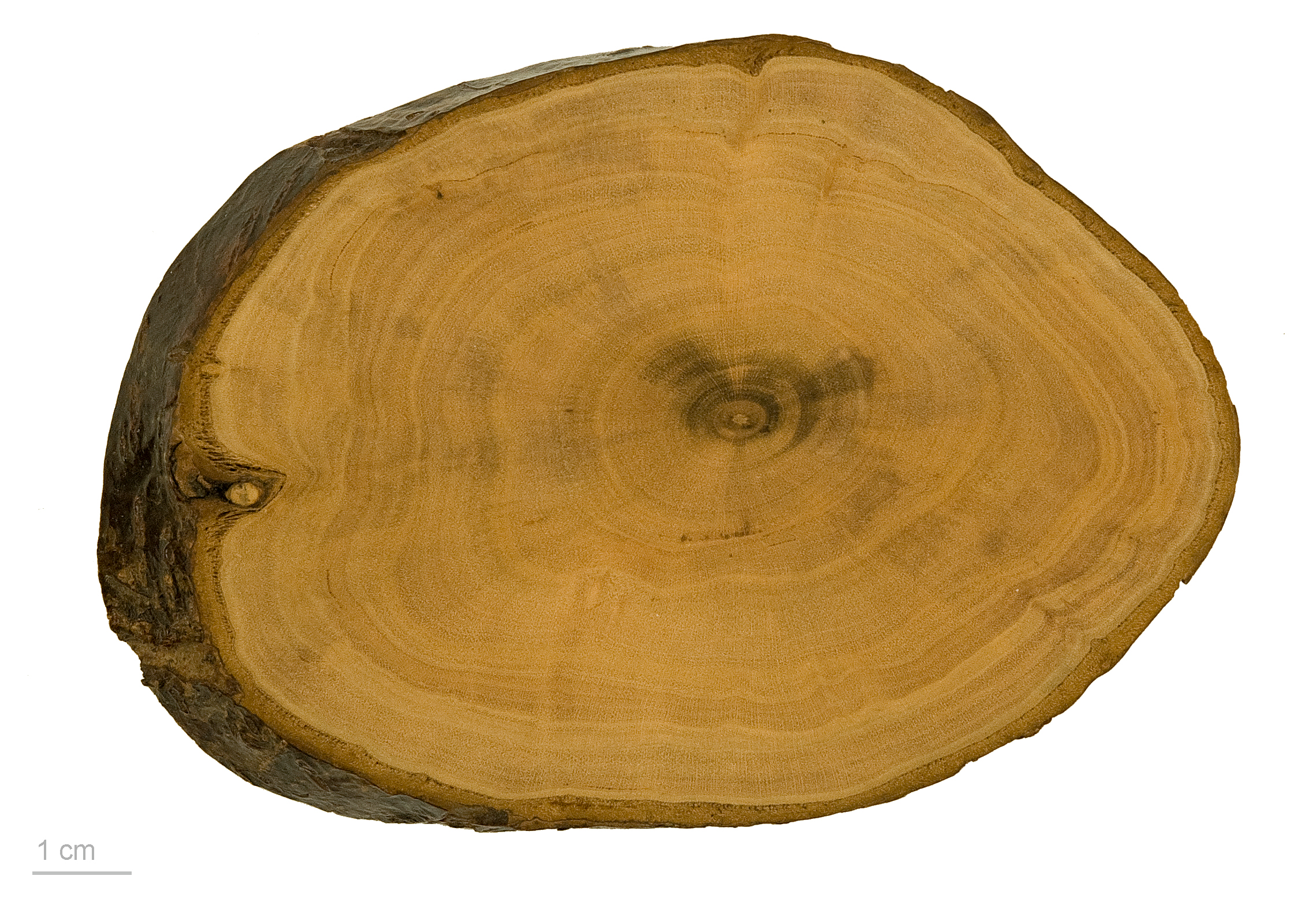
Prunus mume.

### Usi culinari
- I frutti vengono utilizzati nella preparazione dell'umeboshi, un diffuso condimento asiatico.
- In Giappone il succo dei frutti (chiamati ume) viene estratto tenendo i frutti sotto zucchero e serve come base per una bevanda rinfrescante, dal sapore agrodolce, spesso usata in estate.

In Corea, il succo di Maesil', che è commercializzato come una bibita salutare, sta godendo di una crescente popolarità.
- L'Umeshu (梅酒, a volte tradotto come "succo di pruno") è una dolce bevanda alcolica giapponese e coreana prodotta immergendo i frutti verdi in shōchū (燒酎, un liquore). Il sapore e l'aroma dell'umeshu possono attirare persino quelle persone che normalmente disdegnano gli alcolici. Un simile liquore in Corea, chiamato maesilju, è commerciato sotto numerosi marchi tra cui mae hwa su, e mae chui soon.
- I frutti vengono anche utilizzati per aromatizzare l'aceto (umezu o umesu).

### Usi ornamentali
In Cina esistono circa 300 varietà o cultivar di Prunus mume ornamentali.
La pianta è usata per produrre bonsai.
Principali varietà
- var. pleiocarpa Maxim.
- var. microcarpa Makino
- var. virificalix Makino
- var. bungo Makino

Alcune cultivar ornamentali
- cv. 'Alba'
- cv. 'Albo-plena' (a fiori bianchi doppi)
- cv. 'Alphandii' (a fiori rosa doppi)